# Rudnea-Kameanka, Narodîci
Rudnea-Kameanka (în ucraineană Рудня-Кам`янка) este un sat în comuna Rozsohivske din raionul Narodîci, regiunea Jîtomîr, Ucraina.

## Demografie
Componența lingvistică a localității Rudnea-Kameanka
     Ucraineană (100%)
Conform recensământului din 2001, toată populația localității Rudnea-Kameanka era vorbitoare de ucraineană (100%).